# 6346 Syukumeguri
6346 Syukumeguri eller 1995 AY är en asteroid i huvudbältet som upptäcktes den 6 januari 1995 av den japanska astronomen Takao Kobayashi vid Ōizumi-observatoriet. Den är uppkallad efter Syukumeguri i Kurohone.
Asteroiden har en diameter på ungefär 19 kilometer.